# Enköpings IS
Enköpings IS, EIS, är ett idrottssällskap i Enköping i Sverige. Enköpings IS bedriver bowling och fotboll. Klubben spelade i Sveriges tredje högsta division i fotboll 1985. 2009 spelar klubben i Division IV. EIS spelar sina hemmamatcher på den gamla allsvenska arenan Enavallen. Under säsongen 2007 har en supporterförening som kallar sig Röda Armén vuxit fram. Under ett antal matcher har de stått för sång, tifo, konfetti och bengaler under matcherna.